# Batalla de Medina (1812)
La batalla de Medina tuvo lugar en noviembre de 1812 en Medina, Arabia, como parte de la guerra otomana-wahhabi (1811-1818). Las tropas otomanas dirigidas por Tusun Bajá, hijo de Mehmet Alí, se enfrentaron a las fuerzas wahhabíes al mando de Saud AL-Kabeer.
Mehmet Alí envió a Ahmet Aga con 10 000 hombres para ayudar a las fuerzas de Tusun a volver a capturar Medina. Este ejército tomó con éxito la ciudad en noviembre de 1812, y pasa a la guarnición wahhabí al filo de la espada: 1000 cabezas cortadas fueron apiladas en una torre alta en la carretera a Yanbu, que es el puerto de Medina, en el mar Rojo.